# Renzo Zanazzi
Renzo Zanazzi (né le 5 avril 1924 à Gazzuolo dans la province de Mantoue, et mort le 28 janvier 2014) est un coureur cycliste italien. Professionnel de 1946 à 1953, il a notamment remporté trois étapes du Tour d'Italie, en 1946 et 1947. Lors du Tour d'Italie 1947, il remporte la première étape et porte le maillot rose jusqu'à la quatrième étape. Au sein de l'équipe Legnano, il est équipier de Gino Bartali en 1946 et 1947.
Ses frères Valeriano Zanazzi (1926-2004) et Mario Zanazzi (1928) furent aussi coureurs professionnels.

## Palmarès
- 1946
  - 10e étape du Tour d'Italie
  - 2e étape du Tour de Suisse
  - 3e des Trois vallées varésines
- 1947
  - 1re et 5eb étapes du Tour d'Italie
  - Zurich-Lausanne
  - 2e du Championnat de Zurich
  - 6e du Tour de Romandie
- 1949
  - 2e des Trois vallées varésines

## Résultats sur les grands tours

### Tour de France
1 participation
- 1951 : hors-délai à la 7e étape

### Tour d'Italie
6 Participations
- 1946 : 32e, vainqueur de la 10e étape
- 1947 : 15e, vainqueur des 1re et 5eb étapes,  maillot rose pendant trois jours
- 1948 : abandon
- 1950 : 48e
- 1951 : abandon
- 1952 : 75e